# Estación de Villeneuve-Saint-Georges
La estación de Villeneuve-Saint-Georges es una estación ferroviaria francesa de la línea de París-Lyon a Marsella-Saint-Charles, ubicada en el municipio de Villeneuve-Saint-Georges (departamento de Valle del Marne).

## Historia

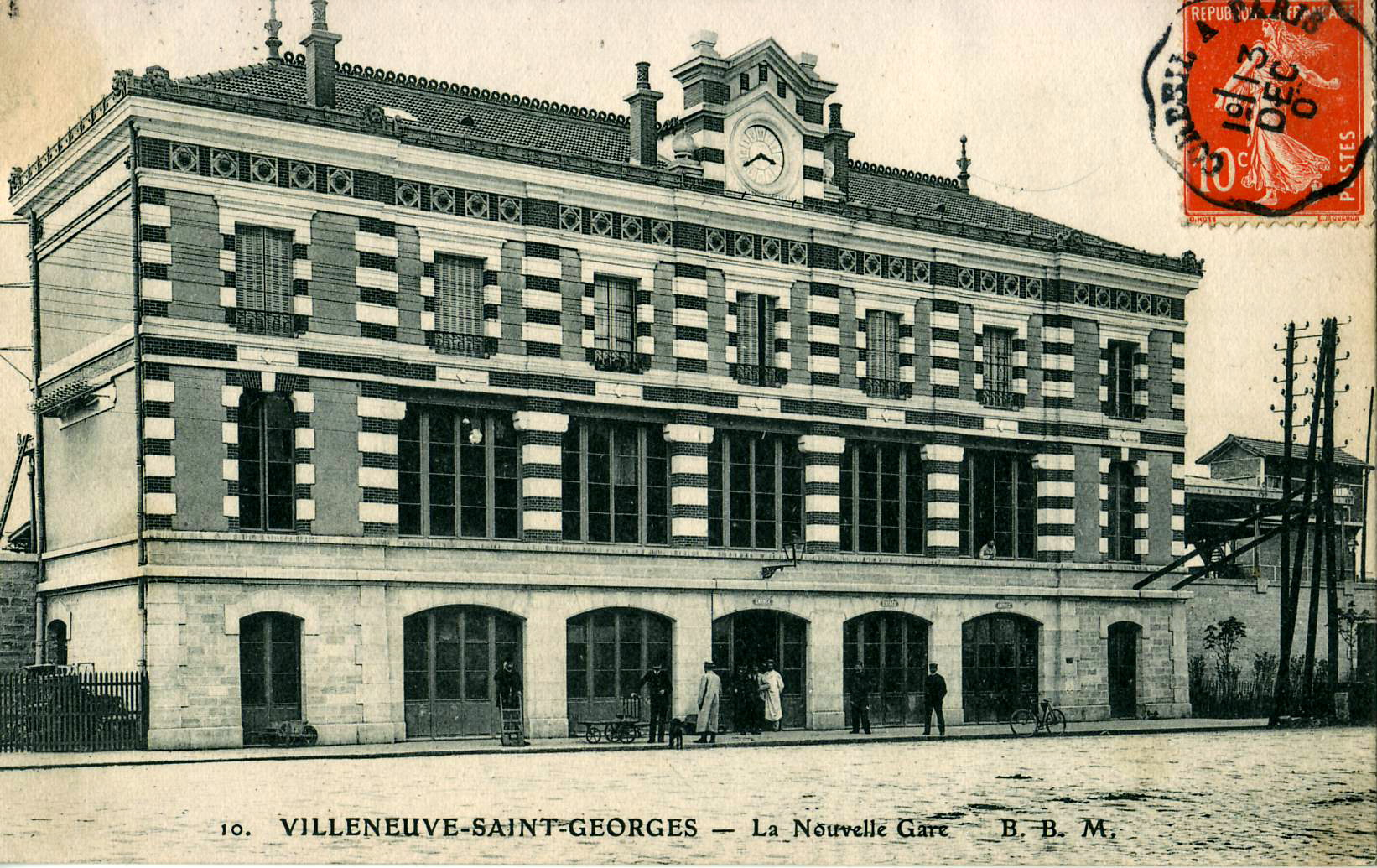
La segunda estación de Villeneuve, al comienzo del.

En 2014, según las estimaciones de la SNCF, la frecuentación anual de la estación es de 14 277 600 viajeros.

## Proyecto
Entre 2019 y 2022, la SNCF prevé demoler el edificio de viajeros y de edificar una nueva estación más grande, con una mayor oferta de servicios.

## Servicio de viajeros

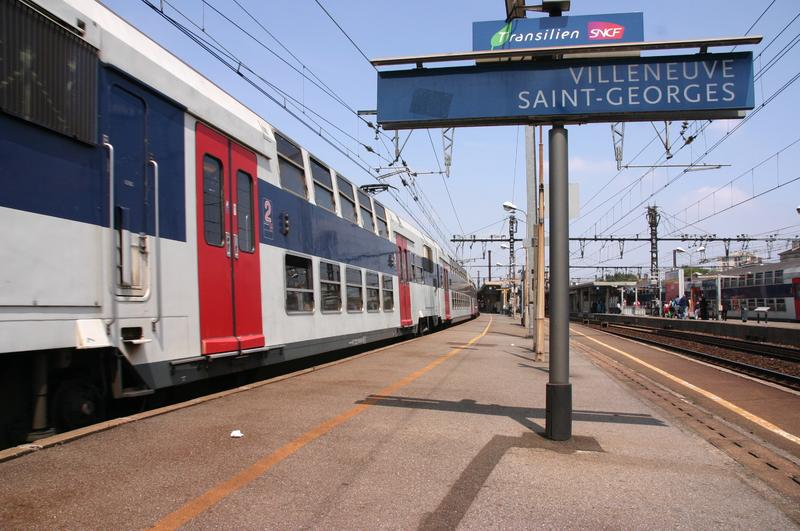
Un andén de la estación.

### Servicio
La estación forma parte por los trenes de la línea D del RER. Da servicio a los municipios de Villeneuve-Saint-Georges, Valenton, Villeneuve-le-Roi y Crosne. Con una frecuentación de entre 7.500 y 15.000 viajeros por día en 2003, es lo una de las estaciones más frecuentadas de la cobertura RER.
Es la última estación antes la separación de la línea D en dos ramales:
- Melun/Malesherbes vía Évry-Corbeil, por un lado ;
- y Melun vía Combs-la-Ville, por otro lado.

## Galería de fotografías

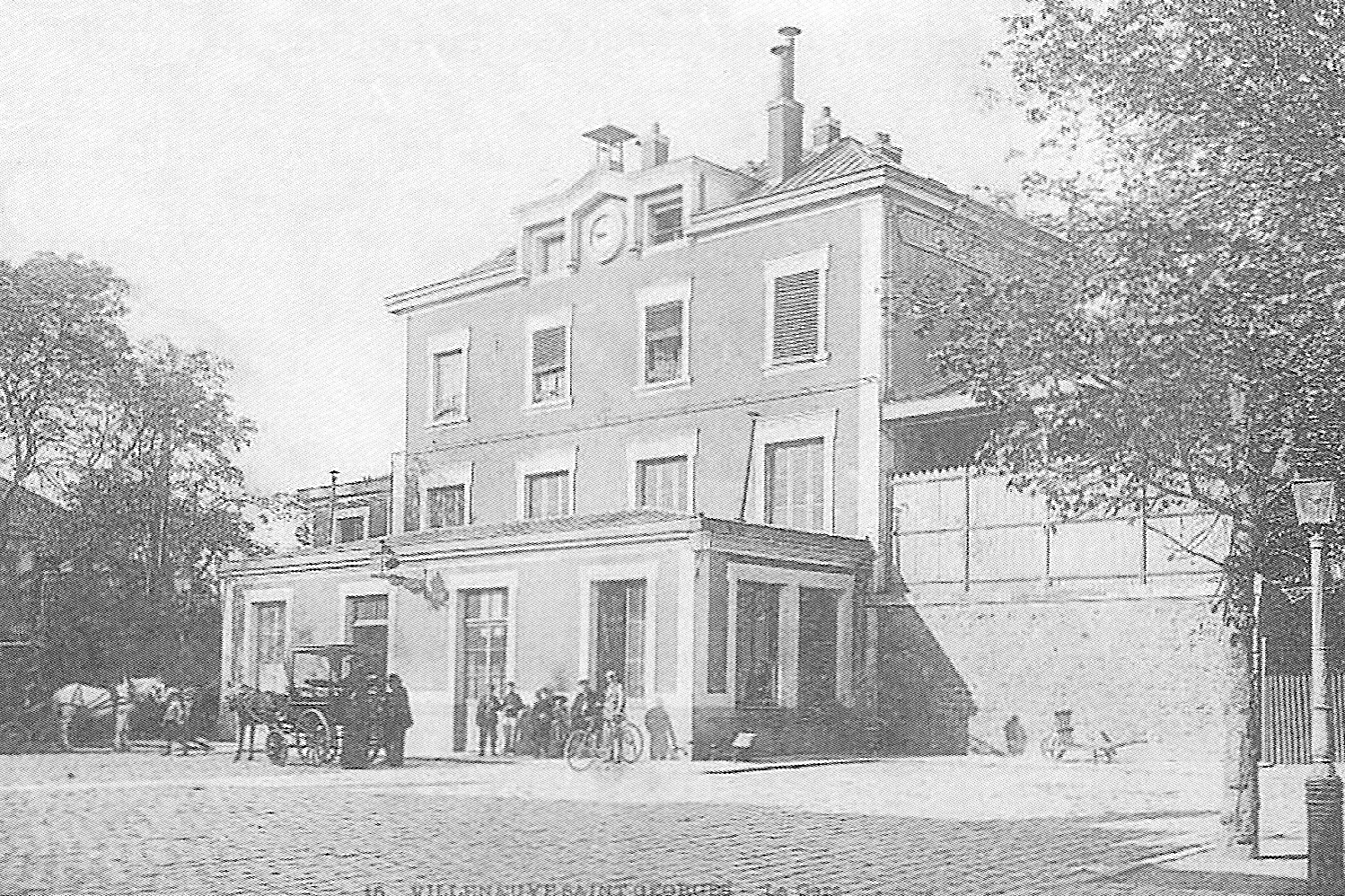
El primer edificio viajeros.
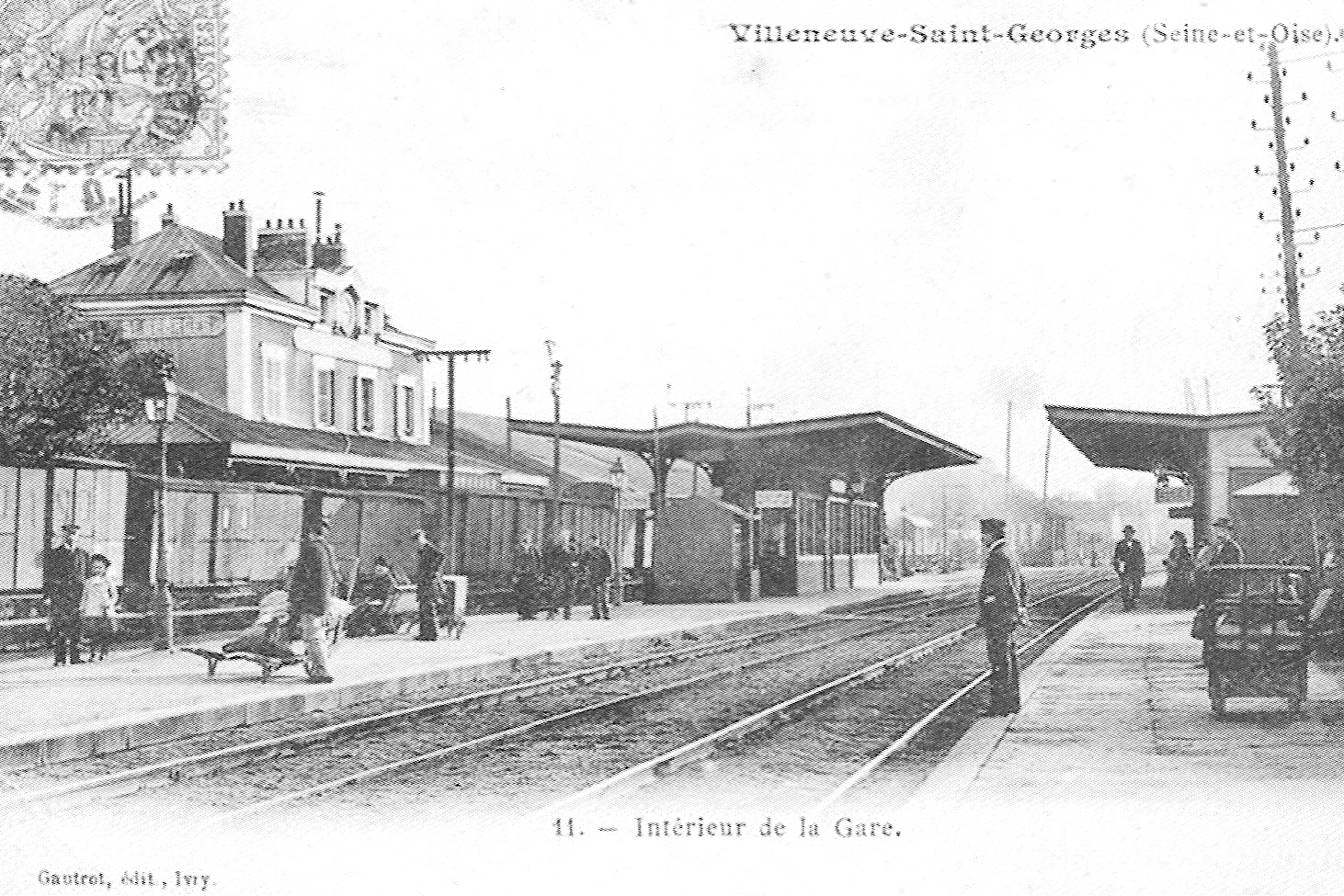
Vista primer edificio viajeros desde el interior de la estación.
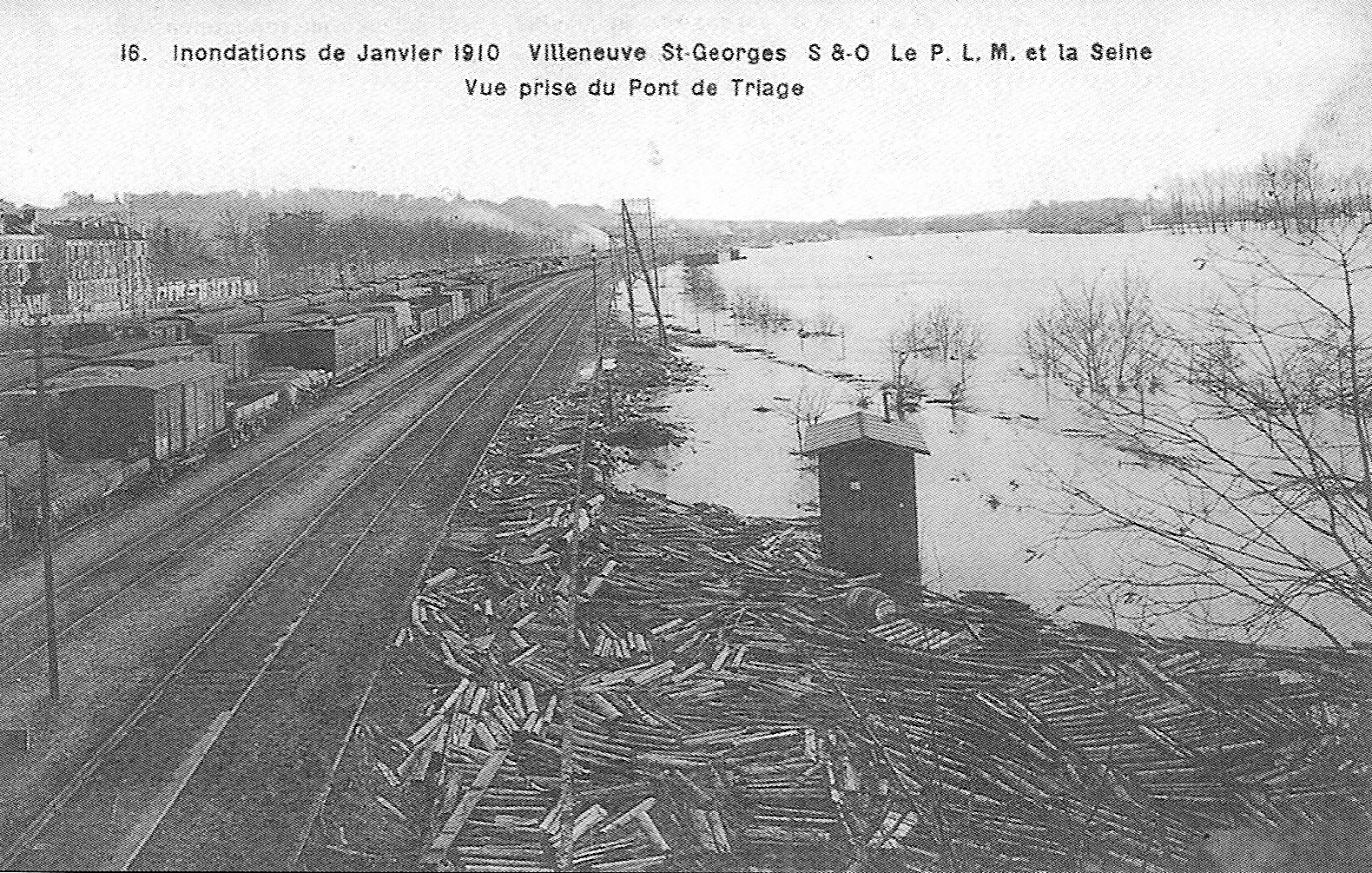
Las vías de la estación después de la riada de Sena de 1910.

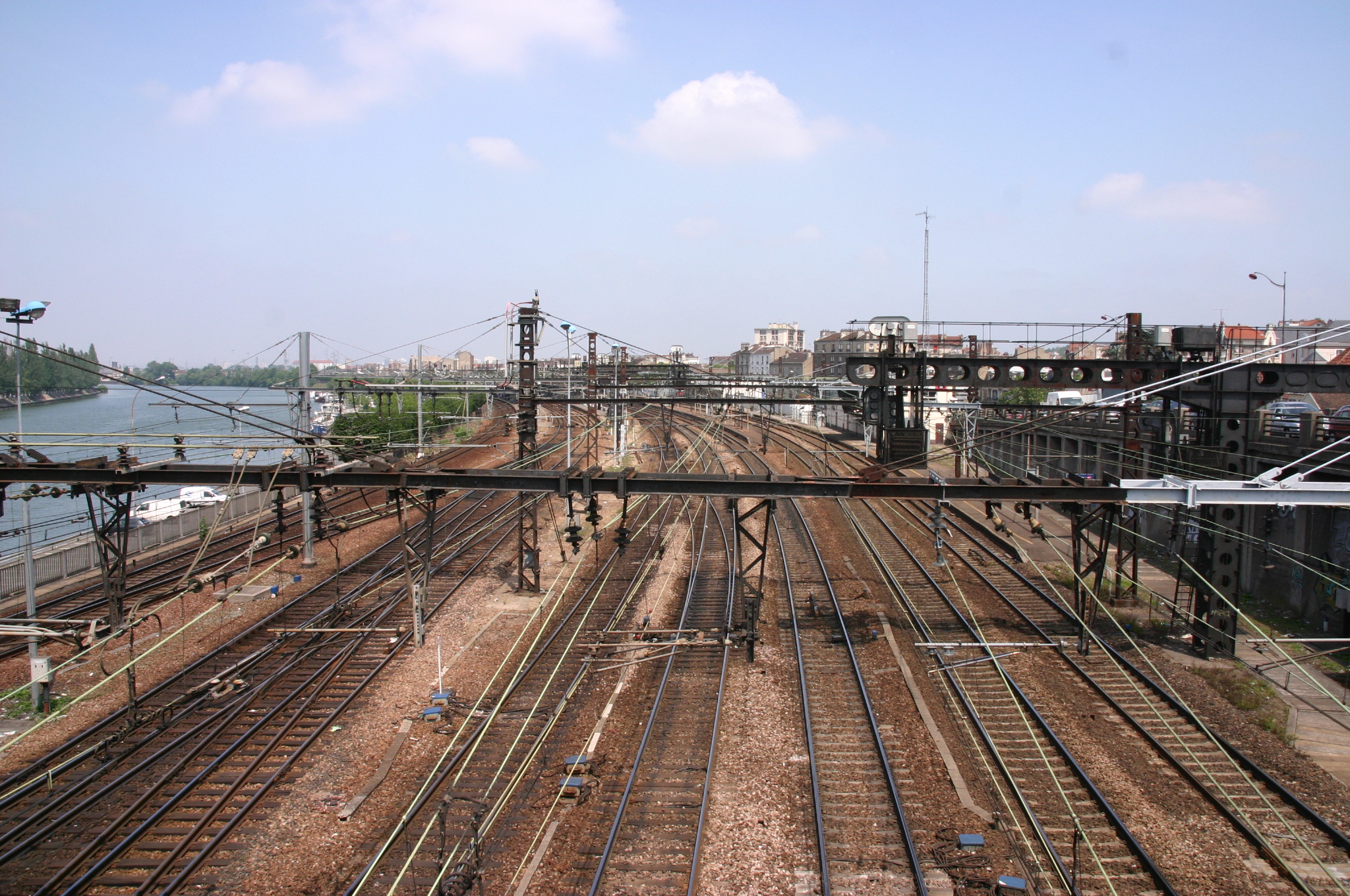
Vista del el conjunto de las vías de la estación.
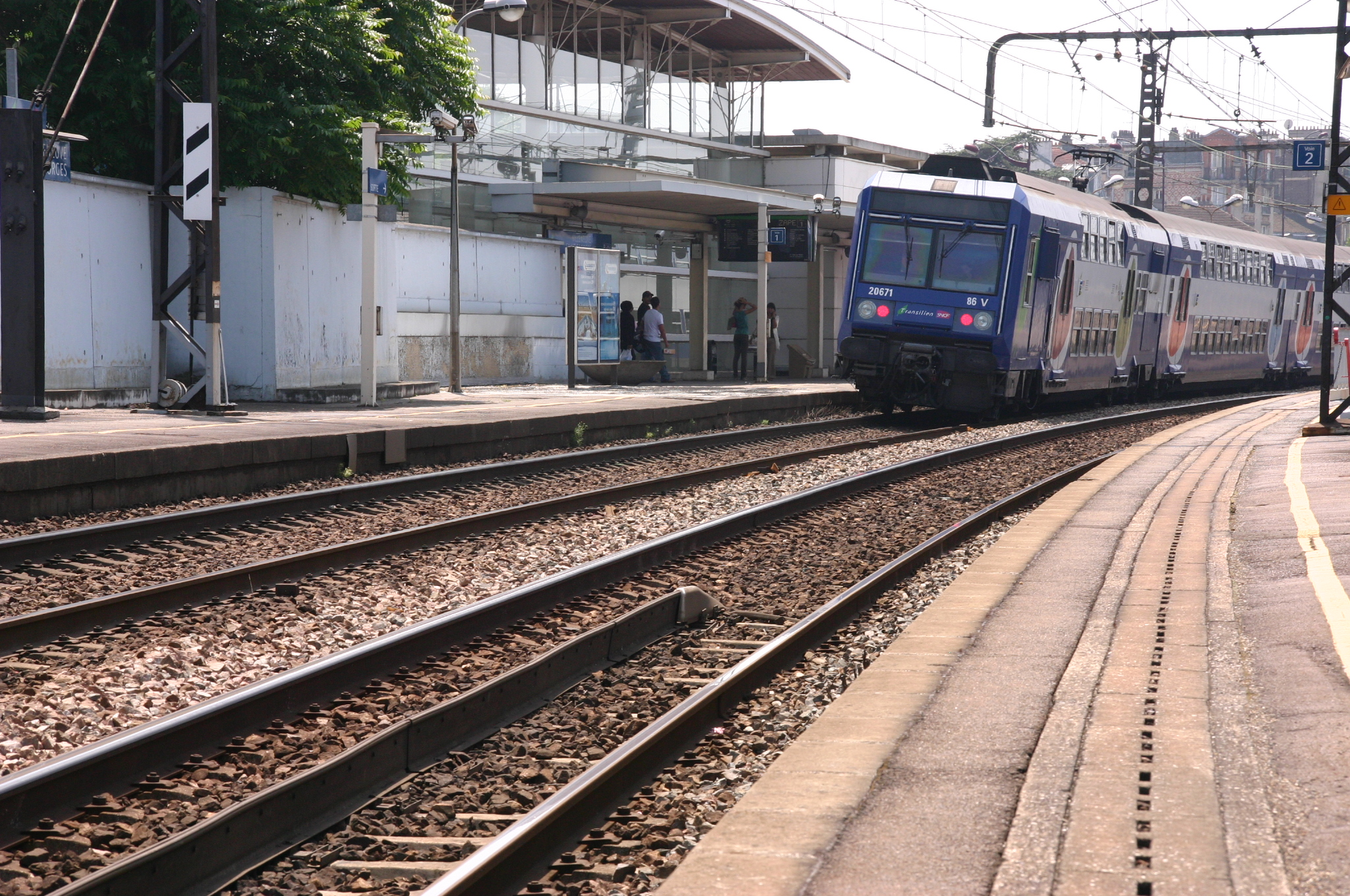
Vista del edificio viajero desde el andén de las vías 2 y 1M.
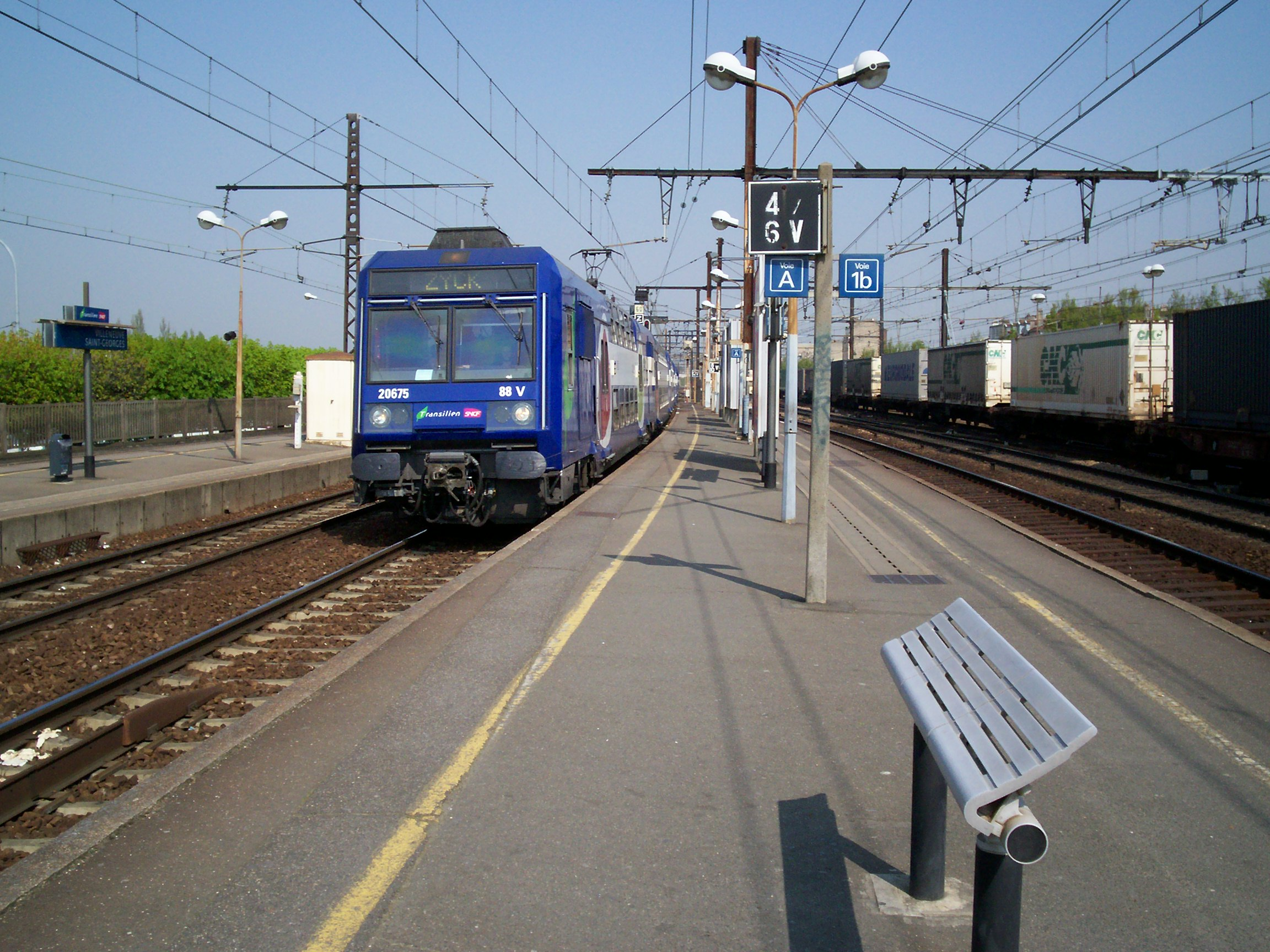
Una rema Z 20500 sobre la vía HA a la salida en dirección de Melun.
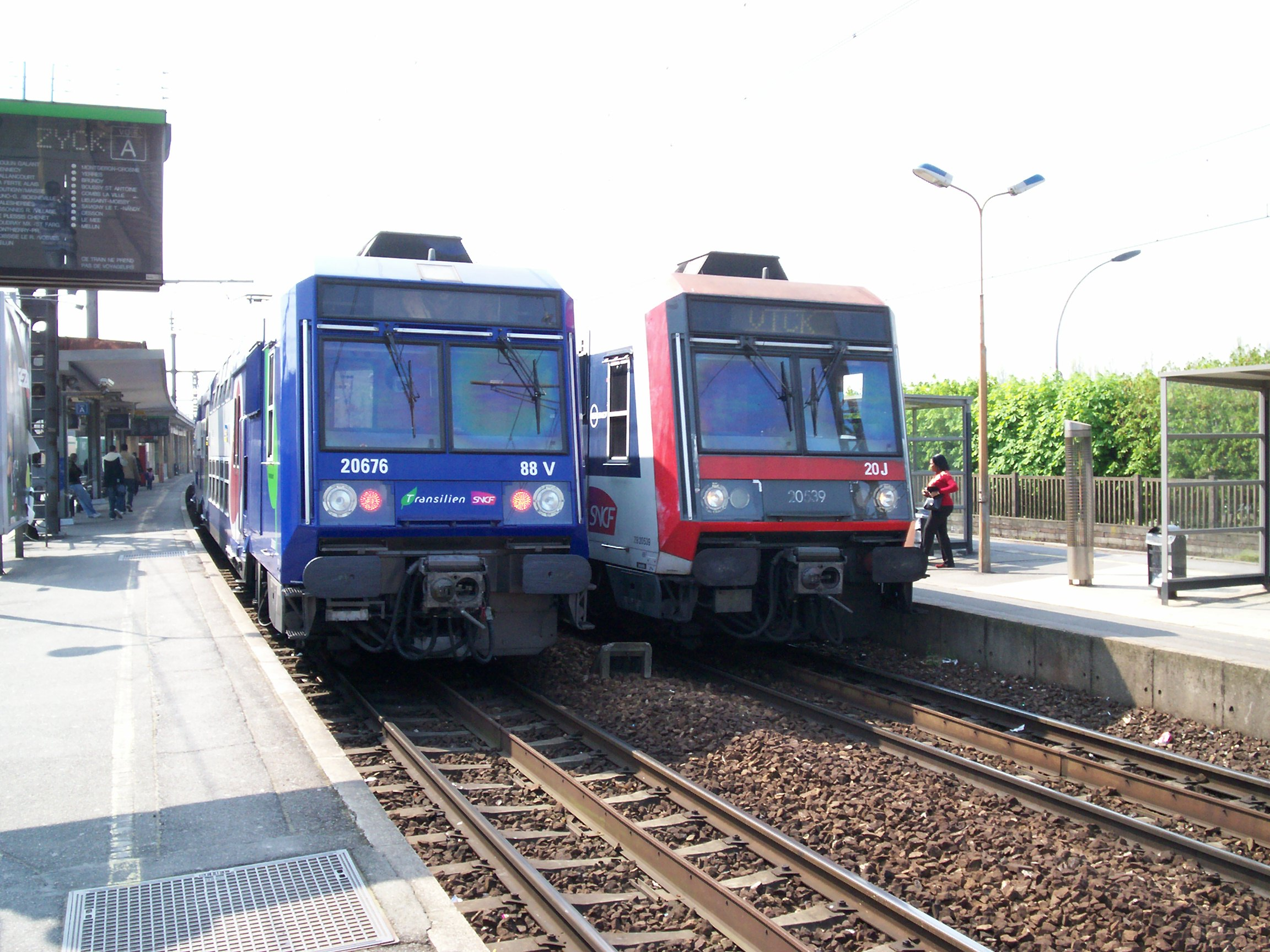
Dos remes Z 20500 a la salida ; vía TIENE : en dirección de Melun, vía B en dirección de Villiers-le-Bel.